# BMK 75

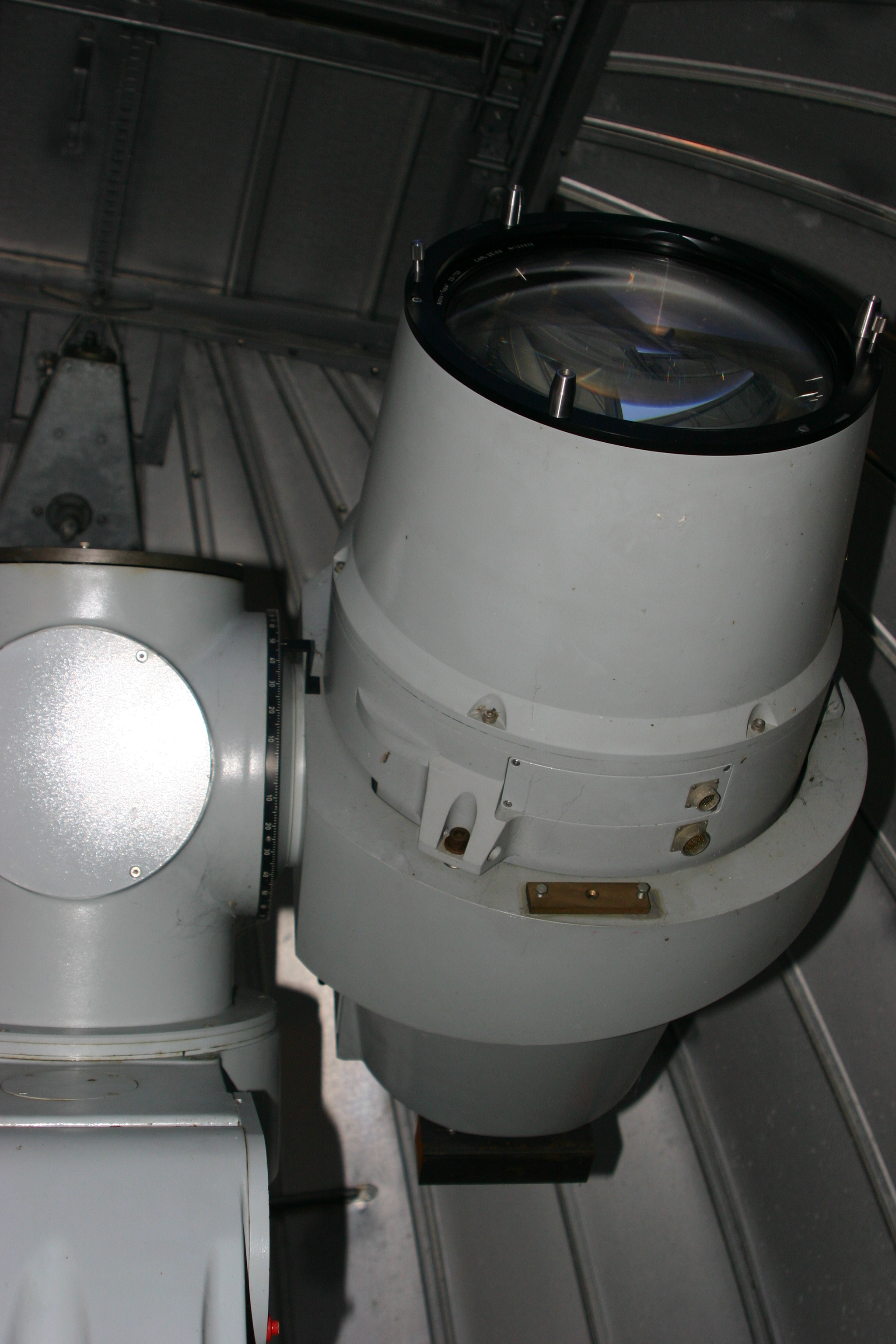
Satellitenkamera BMK 75

Die BMK 75 (Abkürzung: Ballistische Messkammer 75) von Zeiss Oberkochen ist die technisch anspruchsvollste Satellitenkamera. Sie dient zur fotografischen Aufnahme künstlicher Erdsatelliten – von der Erde aus – vor dem Hintergrund des Sternhimmels. Daneben existiert noch eine Version mit einer Brennweite von 45 cm mit der Bezeichnung BMK 45.
Die Messkamera kam etwa 1970 auf den Markt und wurde speziell für die Satellitengeodäsie und die Astrometrie entwickelt. Sie hat eine Brennweite von 75 cm (was der Name andeutet) und ein Öffnungsverhältnis von 1:2,5. Das Kameraobjektiv hat eine Apertur von 30 cm, womit die BMK-75 fast so lichtstark ist wie die Baker-Nunn-Kamera der NASA. Gegenüber anderen Satellitenkameras hat sie zwei wesentliche Vorteile:
- die (unvermeidliche) Verzeichnung des Objektivs beträgt nur 1–2 µm, was wegen der ähnlich hohen Messgenauigkeit eine spezielle Verzeichnungskorrektur erübrigt
- ein ausgeklügeltes System zum raschen Plattenwechsel, das zahlreiche Aufnahmen während eines einzigen Satellitendurchgangs ermöglicht.

Die Montierung der Kamera kann azimutal (Altaz) oder äquatorial ausgeführt sein. Ersteres ist für ballistische Kameras günstiger, zweiteres für die Astrometrie wegen der den Sternen angepassten Nachführung.
Unter den ausgelieferten Messkammern zählen jene der Fundamentalstationen in Wettzell (Bayerischer Wald) und am Grazer Lustbühel (Steiermark) zu den Kameras mit der weltweit höchsten Beobachtungszahl. Bis etwa 1985 wurden die Kameras ausgeliefert, einige davon sind inzwischen von Fotoplatten auf digital (CCD-Sensoren) umgerüstet, jene in Graz wird auch für die Astronomie verwendet, etwa zur systematischen Suche nach Kleinplaneten.